# Okres Veľký Krtíš
Veľký Krtíš is een district (Slowaaks: Okres) in de Slowaakse regio Banská Bystrica. De hoofdstad is Veľký Krtíš. Het district bestaat uit 2 steden (Slowaaks: Mesto) en 69 gemeenten (Slowaaks: Obec). Het district telt 45.000 inwoners. In het zuidelijk deel van het district zijn veel inwoners onderdeel van de Hongaarse minderheid in Slowakije.
Tijdens de volkstelling van 2021 gaf 25,19% van de bevolking aan het Hongaars als moedertaal te hebben.

## Steden
- Modrý Kameň
- Veľký Krtíš

## Lijst van gemeenten
| - Balog nad Ipľom - Bátorová - Brusník - Bušince - Čebovce - Čeláre - Čelovce - Červeňany - Dačov Lom - Dolinka - Dolná Strehová - Dolné Plachtince - Dolné Strháre - Ďurkovce - Glabušovce - Horná Strehová - Horné Plachtince - Horné Strháre - Hrušov - Chrastince - Chrťany - Ipeľské Predmostie - Kamenné Kosihy | - Kiarov - Kleňany - Koláre - Kosihovce - Kosihy nad Ipľom - Kováčovce - Lesenice - Ľuboriečka - Malá Čalomija - Malé Straciny - Malé Zlievce - Malý Krtíš - Muľa - Nenince - Nová Ves - Obeckov - Olováry - Opatovská Nová Ves - Opava - Pôtor - Pravica - Príbelce - Sečianky | - Seľany - Senné - Sklabiná - Slovenské Ďarmoty - Slovenské Kľačany - Stredné Plachtince - Sucháň - Suché Brezovo - Širákov - Šuľa - Trebušovce - Veľká Čalomija - Veľká Ves nad Ipľom - Veľké Straciny - Veľké Zlievce - Veľký Lom - Vieska - Vinica - Vrbovka - Záhorce - Závada - Zombor - Želovce |

Banská Bystrica · Banská Štiavnica · Brezno · Detva · Krupina · Lučenec · Poltár · Revúca · Rimavská Sobota · Veľký Krtíš · Žarnovica · Žiar nad Hronom · Zvolen